# زوئی
زوئی (به فرانسوی: Gehée) یک کمون در فرانسه است که در اندر واقع شده‌است. زوئی ۲۲٫۷۵ کیلومتر مربع مساحت و ۲۸۲ نفر جمعیت دارد و ۲۰۰ متر بالاتر از سطح دریا واقع شده‌است.